# یواس‌اس سرف (اس‌پی-۳۴۱)
یواس‌اس سرف (اس‌پی-۳۴۱) (به انگلیسی: USS Surf (SP-341)) یک کشتی بود که طول آن ۱۲۹ فوت ۶ اینچ (۳۹٫۴۷ متر) بود. این کشتی در سال ۱۹۱۱ ساخته شد.